# NGC 4523
NGC 4523 ist eine spiralförmige Zwerggalaxie mit ausgedehnten Sternentstehungsgebieten vom Hubble-Typ SBm im Sternbild Haar der Berenike am  Nordsternhimmel. Sie ist schätzungsweise 10 Millionen Lichtjahre von der Milchstraße entfernt und hat einen Durchmesser von etwa 10.000 Lichtjahren.
Im selben Himmelsareal befinden sich u. a. die Galaxien IC 798, IC 800, IC 3522, IC 3534.
Die Typ-IIP-Supernova SN 1999gq wurde hier beobachtet.
Das Objekt wurde am 19. April 1865 von dem deutsch-dänischen Astronomen Heinrich Louis d’Arrest entdeckt.